# Beschaffungszeit
Beschaffungszeit (auch Beschaffungsdauer oder Beschaffungsfrist) ist in der Materialwirtschaft, insbesondere in der Materialbedarfsermittlung, die Zeitspanne zwischen der Erteilung einer Bestellung oder eines Auftrags für eine Ware (Fertigungsmaterial, Produkt oder Vorleistungsgut) und der Verfügbarkeit dieser Ware. 

## Allgemeines
Bei Eigenfertigung wird das Ereignis Bestellung ersetzt durch das Ereignis Erteilung des Fertigungsauftrags.
Die Beschaffungszeit setzt sich aus folgenden Zeitspannen zusammen:
- Bedarfsermittlungszeit (Bedarfsfeststellung, Bestellmengenentscheid),
- Bestellzeit: Zeit der Auftragsvorbereitung (Eigenfertigung) bzw. Bestellung (Fremdfertigung),
- Lieferzeit: Beschreibt die Zeit zwischen Übermittlung eines Auftrags vom Kunden zum Lieferanten und Wareneingang der bestellten Ware beim Abnehmer.
- Transportzeit: Zeitspanne zwischen der Annahme durch den Versandspediteur und dem Zugang durch den Empfangsspediteur.
- Einlager- und Kontrollzeit: Die Einlagerzeit beinhaltet die Zeit der körperlichen Einlagerung und die buchhalterische Erfassung im Unternehmen. Die Kontrollzeit erstreckt sich auf die Wareneingangskontrolle und die Qualitätskontrolle (Warenannahme).

## Kritische Wiederbeschaffungszeit
Des Weiteren gibt es die kritische Wiederbeschaffungszeit (KWBZ).
Für normale Kaufteile gibt sie die verkürzte – schnellstmögliche – Wiederbeschaffungszeit an. Sie ist also in der Regel kleiner als die „normale“ Wiederbeschaffungszeit.
Für Baugruppen, die vom Unternehmen selbst gefertigt werden, steht die KWBZ für die Zeit, die man braucht, um die Baugruppe herzustellen, wenn keiner der benötigten Sekundärbedarfe auf Lager ist.